# オリンパス E-5

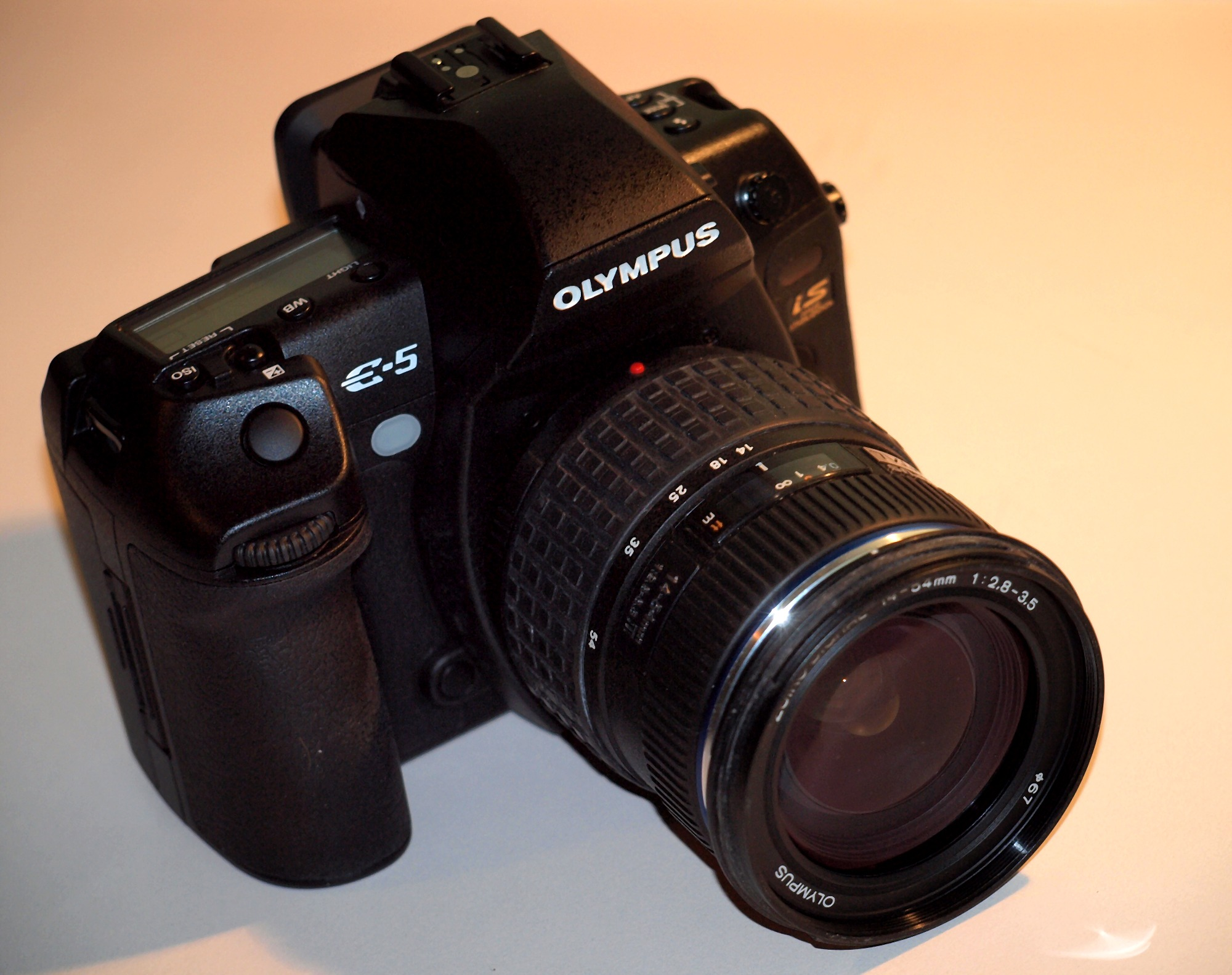
オリンパス E-5

オリンパス E-5は、オリンパス社の一眼レフデジタルカメラ。フォーサーズ・システムを採用している。2010年10月29日発売。

## 概要
オリンパス E-3以来のオリンパスE-システムのフラグシップ機。この時期の新製品としては有効画素数はE-3と比較しても大差ない1230万画素に抑えられている（高画素化によるダイナミックレンジやSN比などの低下を配慮したためとも思われる）が、他社では見られない高精細描写技術「ファインディテール処理」が採用され、同じ画素数でも実効的な解像力が向上している。
一般的にはモアレ・偽色などの抑制に撮像素子受光面に光学ローパスフィルターを設置することでほぼ対処しているが、これは実効的な解像度を損なうという問題もあり、高画素化が進んでもその性能が十分発揮されていなかった。E-5ではこの問題をローパスフイルターをほとんど素通しに近い（画素面積より遙かに小さい部分しか遮断しない）ものに変更し、新開発の画像処理エンジン・TruePicV+に搭載されたほぼ最小画素単位まで偽色やモアレを最新のアルゴリズムによって除去するという新技術を採用して、ほぼ最小画素単位まで平坦なレスポンスを実現し、画素数の極限まで生かし切った解像力を達成したという(従来のローパスフィルター採用のセンサーに換算して約1600万画素機と同等の実効解像度という)。これにより、SHGクラスの高級レンズの描写性能もほぼ余すことなく発揮するという。
Live MOSセンサー自体はE-30やE-620に使われているものと基本設計は同じであるが、ローパスフィルターが先述のように素通しに近いものに置き換えられているほか、ダイナミックレンジや電気的な歪み・ノイズなども改善されている。
そのほかの改良点としては、背面液晶がより大型の3インチに拡大された上、92万ドットの高解像化を実現してさらに視認性が向上したこと、ハイスピードイメージャAFの採用でライブビューがE-3に比べて使いやすくなったこと、新画像処理エンジンやワイドレンジ・低ノイズの撮像センサーの採用でノイズや電気的な歪みも低減され、描写力の大幅な向上とISO6400までの高感度撮影が可能になったこと、HD動画の撮影（外部マイクによってステレオ録音も可能）が可能になったこと、高機能化したアートフイルターが搭載されるなど、E-3に比べて総合的性能が大幅に向上している。
なお、CFカードスロットは今回からTypeIIはサポートされず、TypeIのみとなり、XDピクチャーカードは廃止されSDカードに替わっている。
事実上最後のフォーサーズ・システムカメラとなり以降はマイクロフォーサーズシステムへ移行した。

## 仕様
| モデル              | E-5 |
| ------------------- | --- |
| 撮像素子            | 4/3型ハイスピードLiveMosセンサー 17.3×13.0mm                                                                     |
| 有効画素数          | 1230万画素 |
| レンズマウント      | フォーサーズシステム・マウント                                                                                   |
| AF方式              | TTL位相差検出方式、ハイスピードイメージャAF                                                                      |
| 測距点              | 11点 |
| 測光方式            | TTL開放測光、49分割デジタルESP測光、中央重点平均測光、スポット測光、スポット測光ハイライト／シャドーコントロール |
| フォーカスモード    | シングルAF / コンティニュアスAF / MF / シングルAF+MF /コンティニュアスAF+MF（イメージャAF時は不可）              |
| 連続撮影            | 約5コマ/秒・16コマまで(RAW)、容量いっぱいまで(JPG)                                                               |
| ムービー撮影        | HD 1208×780（16：9）約7分 SD 640×480(4：3) 約14分                                                                |
| ISO感度             | 1EVステップ、1/3EVステップ/AUTO / 100 / 200 / 400 / 800 / 1600/ 3200/ 6400                                       |
| 多重露出            | 最大4コマ |
| ホワイトバランス    | オート / プリセット 3000-7500k / カスタム / ワンタッチ                                                           |
| シャッター速度      | 60秒～1/8000秒（Mモード）、バルブ(最長30分)                                                                      |
| 手ブレ補正          | ボディ内手ブレ補正、シャッタースピードで最大5段分                                                                |
| ファインダー        | アイレベル一眼レフ方式 視野率約100%・倍率1.15倍・プレビュー可                                                    |
| 液晶モニタ          | 2軸回転方式3型ハイパークリスタル液晶(半透過型TFTカラー液晶)・92万画素                                            |
| 記録媒体            | CFカードType I(UDMA対応)、SDカード（SDHC、SDXC対応）                                                             |
| 電源                | 専用リチウムイオン電池 BLM－5（BLM-1も使用可）                                                                   |
| 本体サイズ（W×H×D） | 142.5(W)×116.5(H)×74.5(D)mm                                                                                      |
| 質量（本体のみ）    | 約800g |